# Ignacy Skrzyński
Ignacy Skrzyński (1807 – 18. dubna 1895 Strzyżów) byl rakouský politik polské národnosti z Haliče, během revolučního roku 1848 poslanec Říšského sněmu.

## Biografie
Byl šlechtického původu. Byl druhým synem Wincentyho a Konstancje z rodu Fredrů. Hospodařil v Strzyżówě. Jeho manželkou byla Maria Skrzyńska. Jeho synem byl Zdzisław Skrzyński, vnukem politik a diplomat Władysław Skrzyński (1873–1937). Během polského listopadového povstání roku 1830 byl důstojníkem polských vojsk. Roku 1849 se uvádí jako rytíř Ignaz von Skrzynsky, statkář v obci Strzyżów.
Během revolučního roku 1848 se zapojil do veřejného dění. Ve volbách roku 1848 byl zvolen i na ústavodárný Říšský sněm. Zastupoval volební obvod Strzyżów. Tehdy se uváděl coby statkář. Náležel ke sněmovní levici.
Po obnovení ústavního systému vlády v 60. letech se znovu zapojil do politiky a zasedl roku 1861 jako poslanec na Haličský zemský sněm, kde zastupoval kurii velkostatkářskou. Od roku 1860 do roku 1874 zasedal rovněž ve vedení finančního ústavu Towarzystwo Wzajemnych Ubezpieczeń w Krakowie.
Zemřel v dubnu 1895 ve věku 88 let.